# Lipiny (powiat chodzieski)
Lipiny – wieś w Polsce położona w województwie wielkopolskim, w powiecie chodzieskim, w gminie Margonin.
W latach 1975–1998 miejscowość należała administracyjnie do województwa pilskiego.
Częścią wsi są Krakowskie Osady.
Z Lipin pochodzi m.in. przedsiębiorca i wieloletni senator Henryk Stokłosa.